# Woodward Park
Woodward Park is een park in de Amerikaanse stad Fresno in Californië. Het park ligt in het noorden van de stad naast de California State Route 41 aan Friant Road nabij de oever van de San Joaquin. Het park heeft een oppervlakte van ruim 120 ha, waarmee het het grootste park van de stad is. Het is ook het populairste.

## Geschiedenis
Ralph Woodward, die in lange tijd in Fresno gewoond heeft, liet een deel van zijn grond na in 1968 om er een park en vogelgebied van te maken. Het park kwam te liggen in het noordoosten van de stad op de zuidoever van de San Joaquin tussen de SR 41 en Friant Road. In eerste instantie had het park een oppervlakte van zo'n 95 hectare en door toezeggingen van grond door het stadsbestuur is dat later vergroot naar ongeveer 120 hectare, waarmee het een van de grootste parken in de Central Valley is.

## Voorzieningen
In het park bevinden zich drie kleinere vijvers en een groter meer en door het hele park lopen wandelpaden. Daarnaast beschikt het park over een amfitheater, verscheidene picknickgebieden en enkele speeltuinen.

### Japanse tuin
Woodward Park huisvest ook een 2,34 ha grote Japanse tuin. Het idee om een Japanse tuin met bijbehorende objecten aan te leggen kwam tijdens de ontwikkeling van het park in 1967. De tuin werd een symbool van vriendschap tussen Fresno en haar Japanse partnerstad Kochi. In 1972 kreeg de landschapsarchitect Paul Saito de opdracht om samen met de Japanse theehuisbouwer Shiro Nakagawa het park te ontwerpen. De ontwerpen van een vier-seizoenentuin werden in 1974 ingeleverd.
In 1975 begon men met de bouw, waarbij verschillende elementen zoals een koivijver en stenen paden werden toegevoegd, en elk seizoen kreeg zijn eigen beplanting. In 1981 was de opening voor het publiek met onder andere een delegatie uit Kochi, die als cadeau een Japanse esdoorn mee hadden gebracht om te planten bij de ingang.
De tuin beschikt sinds 1989 ook over een van de twee authentieke theehuizen in de Aaneengesloten Staten. Het huisje werd in Japan gebouwd en later in de tuin weer opgebouwd.